# 이노센트 맨
이노센트 맨은 2006년에 출판된 존 그리샴의 논픽션이다. 한국에는 2010년에 번역되어 출판되었다. 법률 소설의 대가인 존 그리샴의 첫번째 논픽션이다.
1982년 12월 8일, 오클라호마주 에이다에서 데비 카터가 강간 살해되었다. 1988년 로널드 윌리암슨에게 사형이 선고되었다. 11년 복역 후인 1999년 무죄로 석방되었으며, 2004년 사망했다.
1953년 에이다에서 출생한 론은 1976년 양키스의 마이너리그 야구선수로 1년 정도 투수로 출전했으며, 부상으로 은퇴하고는 극심한 좌절로 우울증이 생겨서, 알콜중독, 마약중독에 빠져 다수의 범죄를 저질렀다. 병원에서 정신치료를 받던 중에 많은 알약을 삼켜 자살기도를 하기도 했었다. 1982년 12월 데비 카터가 사망한 장소 근처에 살고 있다가 경찰에 강간 살인죄 혐으로 체포되었다.

## 마약거래
사건의 40여명 용의자 중에서, 모두가 DNA 검사를 받았는데, 강력범죄 전과가 다수 있는 글렌 고어만이 유독 모발 체취, DNA 검사, 거짓말탐지기 검사가 생략되고, 경찰서 조사 중에 이유없이 사라졌다. 경찰들의 이러한 고의 또는 과실로 "강력범죄 전과의 용의자"에 대한 증거 수집이 생략되었음에도, 이를 지적하는 검사, 판사, 피고인측 변호사가 전혀 없었다.
사건 발생 10여년 뒤에서야 글렌 고어의 DNA를 검사했으며, 피해자의 질에서 체취한 정액과 동일하다고 판정되었다. 진범으로 종신형을 선고 받은 글렌 고어는, 사건 당시, 현지의 에이다 경찰 대부분과 마약거래를 했다고 밝혀졌다.
오판이 단순한 수사관, 검사, 판사의 실수가 아니라, 사정당국의 대규모의 광범위한 부정부패와 그에 의한 고의적인 조작일 수도 있다는 것을 보여준 사례이다.

## 무능한 변호사
에이다는 인구 1만 6천명의 시골 카운티이기 때문에, 제대로 된 변호사가 없거나, 주민들의 재산이 적어 제대로 된 변호사를 선임할 수가 없었다. 론의 경우도, 거액의 변호사비를 댈 수 없어서, 국선변호인을 통해 엉터리 재판을 받고서, 사형이 선고되었다.
경찰의 임의출석 요구에 의한 심문에서도, 1966년에 판결된 미란다 원칙에 의하면, 참고인, 용의자 등이 경찰의 심문 과정 중에 "변호사를 선임하겠다"는 말을 단 한 번이라도 하면, 경찰의 심문은 즉시 중단되며, 더 이상 진행할 수 없게 되어 있으나, 시골 마을이라서, 유능한 변호사는 극소수이고, 따라서 거액의 변호사비에 대한 문제가 있기 때문에, 아무도 경찰 심문 도중에 "변호사를 선임하겠다"는 말을 쉽게 꺼내지 못했으며, 이러한 이유로 인해, 마약을 거래하던 부패한 경찰들의 농간을 막을 수 없었다.

## 항소
에이다 경찰은 당시 사건 현장에서 가장 가깝게 살고 있던 전과자인 론을 살인자로 몰았다. 론은 알콜중독, 마약중독, 정신병력도 상당히 있었기 때문에, 그의 말을 아무도 믿지 않았다. 돈도 별로 없는 시골 마을 사람이었기 때문에 유능한 변호사를 댈 수도 없었으며, 따라서, 항소를 해도 항소심 판사들은 경찰, 검사, 1심 판사의 판단을 존중하지, 아무도 싸구려 국선변호인과 다수의 전과에 정신이 이상한 론의 주장을 경청해주지 않았다. 따라서, 부패한 경찰의 농간은, 1심을 이기면서 사실상 종료된 것이었다. 항소 등의 제도적 장치가 아무런 도움이 되지 못했다.

## 토라진
구속된 론이 결백하다고 소리치면, 교도소에서는 강력한 신경이완제인 토라진을 주사해 조용하게 만들었다. 이러한 잦은 토라진의 주사는, 그 부작용으로 인해, 억울하다며 흥분하는 론을 더욱 정신적으로 나쁘게 했다. 정신병이 더욱 심화되었다. 시골 마을인 에이다의 교도소는 싸다는 이유로, 시끄러운 수용자에 대한 토라진의 처방을 선호했다.